# جيمس نورمان هال
جيمس نورمان هال (بالإنجليزية: James Norman Hall)‏ ولد في كولفاكس، آيوا، الولايات المتحدة في 22 أبريل 1887 وتخرج من معهد غرينل في 1910 ثم أمضى أربع سنوات عضوا فعالا في جمعية «منع الشدة عن الأطفال». وكان حيويا محبا للعمل ويتمتع بطاقة كبرى. في عام 1914 حين نشبت الحرب العالمية الأولى تطوع هال كجندي في الفيلق التاسع للرماة تحت قيادة اللورد كتشنر واشترك في معركة لوس الشهيرة. عاد بعد تسريحه من الجيش فأنضم في 1916 إلى سلاح الطيران الفرنسي - سرب لافييت وهناك التقى شارلز نوردوف. بعد ذلك رقي إلى رتبة نقيب وعام 1918 أسقطت طائرته وبقي سجينا للألمان حتى نهاية الحرب.

## روابط خارجية
- جيمس نورمان هال على موقع IMDb (الإنجليزية)
- جيمس نورمان هال على موقع الموسوعة البريطانية (الإنجليزية)
- جيمس نورمان هال على موقع ميوزك برينز (الإنجليزية)
- جيمس نورمان هال على موقع أول موفي (الإنجليزية)
- جيمس نورمان هال على موقع قاعدة بيانات الأفلام السويدية (السويدية)
- جيمس نورمان هال على موقع قاعدة بيانات الفيلم (الإنجليزية)
- جيمس نورمان هال على موقع كينوبويسك (الروسية)